# المرابي
قرية المرابي هي إحدى قرى منطقة جازان جنوب غرب السعودية حيث تقع على ساحل البحر الأحمر. كما أنها ترتبط بثلاثة طرق رئيسية، الطريق الأول متصل بقرية المضايا، والطريق الثاني يربطها بمركز السهي (ديحمة)، والطريق الثالث يربط القرية بأحد المسارحة.

## السكان
استوطن القرية عدد من أبناء المسارحة وبعض القبائل الأخرى على فترات متعاقبة، (الحكامية والمراعية والجرب والحربين والمحانشة والبواركة والعساونة)، ويبلغ عدد السكان 4000 نسمة تقريباً.

## التعليم
يوجد في القرية مدارس حديثة لكافة مراحل التعليم للبنين والبنات.

## أعمال السكان
منذ عقود طويلة وقرية المرابي لا تعرف إلا بصيد السمك فالبحر هو مصدر رزق أبنائها أما الزراعة والرعي فهي قليلة بحكم أن أغلب الأراضي رملية لا تزرع إلا في موسم الأمطار (الزراعة الموسمية).
يعمل الآن أبناء القرية في القطاع الحكومي وبعض الأعمال التجارية أما مهنة الصيد قل العمل بها.

## القرى المجاورة
- الطاهرية
- الصوارمة
- المقدرة
- المنصورية
- القضب
- الزهبين